# Anthony Réveillère
Anthony Réveillère (* 10. listopadu 1979, Doué-la-Fontaine, Francie) je francouzský fotbalový obránce a reprezentant, který v současné době působí v italském klubu SSC Neapol. Hraje na postu ofensivního pravého obránce, avšak dokáže zahrát i na levé straně. Díky své rychlosti je schopen účinně podporovat útoky svého mužstva. Podstatnou část své kariéry strávil v klubu Olympique Lyon.

## Klubová kariéra
Debutoval v profesionálním fotbale 3. února 1998 v dresu Stade Rennes, kde nakonec odehrál šest let. Od ledna do června 2003 hostoval ve španělském klubu Valencia CF. Poté se vrátil do vlasti a v červenci 2003 podepsal kontrakt s Olympique Lyon.
Réveillère byl součástí veleúspěšného týmu Olympique Lyon, který na začátku milénia sbíral jednu trofej za druhou. V letech 2004–2008 vyhrál s Lyonem pětkrát Ligue 1 a v sezónách 2007/08 a 2011/12 Coupe de France (francouzský fotbalový pohár). Šestkrát vyhrál s Lyonem i Trophée des champions (francouzský Superpohár, 2003, 2004, 2005, 2006, 2007, 2012).
V červnu 2013 odešel z Lyonu, nový klub si našel až v listopadu 2013, stal se jím italský SSC Neapol, kde podepsal smlouvu do konce sezóny 2013/14. S Neapolí nepostoupil ze základní skupiny F do vyřazovacích bojů Ligy mistrů 2013/14, italský tým v ní obsadil třetí místo, přestože měl stejný počet bodů (12) jako první Borussia Dortmund a druhý Arsenal FC. V sezóně 2013/14 vyhrál s SSC Neapol italský pohár Coppa Italia, ve finále SSC porazil Fiorentinu 3:1, Réveillère nehrál.

## Reprezentační kariéra

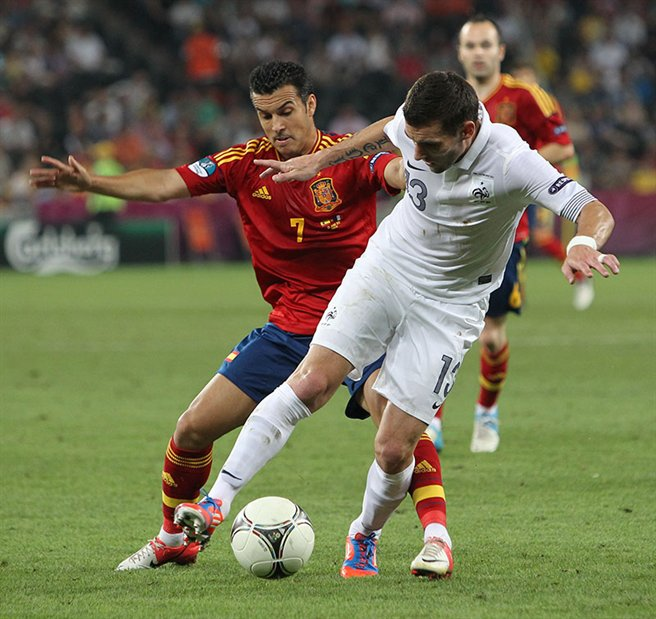
Anthony Réveillère (vpravo) v souboji se španělským hráčem Pedrem Rodríguezem na Euru 2012.

Zúčastnil se Mistrovství Evropy hráčů do 21 let v roce 2002 ve Švýcarsku, kde Francie podlehla ve finále české jedenadvacítce v penaltovém rozstřelu a získala stříbro.
Réveillère debutoval v A-týmu Francie 11. října 2003 v kvalifikačním utkání proti reprezentaci Izraele (výhra 3:0), nastoupil v základní sestavě a odehrál kompletní zápas.

### Mistrovství světa 2010
Reprezentační trenér Francie Raymond Domenech jej vzal na Mistrovství světa 2010 v Jihoafrické republice, které se Francii nevyvedlo. Francie na něj postoupila po sporné baráži s Irskem, kde Thierry Henry nahrával na rozhodující gól Williamu Gallasovi po zpracování míče rukou. Na turnaji skončila poslední v základní skupině A, Réveillère nenastoupil ani v jednom zápase.

### Mistrovství Evropy 2012
Na EURU 2012 konaném v Polsku a na Ukrajině postoupila Francie se 4 body ze druhého místa základní skupiny do čtvrtfinále. Trenér Laurent Blanc jej nasadil pouze ve čtvrtfinále 23. června proti největšímu favoritu turnaje Španělsku, s nímž Francie prohrála 0:2.

### Reprezentační góly
Góly Anthonyho Réveillère za A-tým Francie
| 010                    | 7. 10. 2011 | Stade de France, Saint-Denis, Francie | Albánie | 3:0 | 3:0 | Kvalifikace na Euro 2012 |
| Platí k 20. srpnu 2013 |             |                                       |         |     |     |                          |

## Úspěchy

### Individuální
- Tým roku Ligue 1 podle UNFP – 2010/11[13]